# Cantonul Les Saintes
Cantonul Les Saintes este un canton din arondismentul Basse-Terre, Guadelupa, Franța.

## Comune
- Terre-de-Haut: 1729 locuitori (reședință)
- Terre-de-Bas: 1267 locuitori